# 金鰭宅泥魚
金鰭宅泥魚，又稱金鰭圓雀鯛，為輻鰭魚綱鱸形目隆頭魚亞目雀鯛科的其中一種，分布於中太平洋東部萊恩群島、鳳凰群島、庫克群島海域，深度可達30公尺，本魚體呈卵圓形而側扁，身體、背部藍灰色，鱗片邊緣黑色到深褐色, 腹部橘黃色，額頭集體中央各有一個白色圓斑，腹鰭, 肛門的, 與尾鰭鮮橘色的-黃色, 邊緣黑色，尾鰭邊緣微凹, 上下葉有寬圓，背鰭硬棘12枚、背鰭軟條14-16枚、臀鰭硬棘2枚、臀鰭軟條14-15枚，體長可達11.5公分，棲息在水淺的環礁，具領域性，生活習性不明。